# James Madio
James Madio, född 22 november 1975 i Bronx New York, USA, är en amerikansk skådespelare. James gjorde sin filmdebut vid tretton års ålder i Steven Spielbergs film Hook. Han är ett av sju barn. James hade en framträdande roll som Sgt. Frank Perconte i den prisbelönade serien Band of Brothers.

## Filmografi

### Filmer
- 2014 – Pep
- 2014 – Jersey Boys
- 2012 – No God, No Master
- 2012 – Beds (kortfilm)
- 2012 – The Money Shot (kortfilm)
- 2012 – The Last Push
- 2011 – Leave
- 2011 – AppleBox (kortfilm)
- 2011 – The Grasslands
- 2011 – Desert Rain
- 2010 – No Good, No Master
- 2009 – Baby Bomber (kortfilm)
- 2009 – Sheltered (kortfilm)
- 2008 – Dough Boys
- 2008 – West of Brooklyn
- 2008 – Love Lies Bleeding
- 2007 – The Box
- 2007 – Smith and Mike on a Tuesday (kortfilm)
- 2007 – Slice (kortfilm)
- 2005 – Ensam ung kvinna söker... igen
- 2005 – Searching for Bobby D
- 2004 – Hajar som hajar (röst)
- 2000 – If Tomorrow Comes
- 1999 – The Gifted
- 1995 – På Driven i New York
- 1994 – Every Good Boy (kortfilm)
- 1992 – Slumpens hjälte
- 1992 – Tre bröder
- 1992 – The Godson (kortfilm)
- 1991 – Hook

### TV-serier
- 2013 - Castle (1 avsnitt)
- 2012 - The Hi-Life (1 avsnitt)
- 2012 - The Finder (1 avsnitt)
- 2012 - Ringer (2 avsnitt)
- 2011 - The Exes (1 avsnitt)
- 2010 - The Whole Truth (1 avsnitt)
- 2010 - Bones (1 avsnitt)
- 2010 - Kalla spår (1 avsnitt)
- 2009 - Glenn Martin DDS (1 avsnitt)
- 2009 - CSI: Miami (1 avsnitt)
- 2008 - The Cleaner (1 avsnitt)
- 2008 - Las Vegas (1 avsnitt)
- 2007 - Viva Lauglin (1 avsnitt)
- 2003-2007 - Queens Supreme (13 avsnitt)
- 2006 - Related (1 avsnitt)
- 2002 - Arli$$ (1 avsnitt)
- 2002 - På heder och samvete (1 avsnitt)
- 2001 - Band of Brothers (9 avsnitt)
- 1997-1999 - USA High (36 avsnitt)
- 1993 - I lagens namn (1 avsnitt)
- 1992 - The Commish (1 avsnitt)
- 1992 - Blossom (1 avsnitt)
- 1992 - Lifestories: Families in Crisis (1 avsnitt)
- 1991 - Dr Howser (1 avsnitt)

### Röst i TV-spel
- 2009 - Red Faction Guerrilla
- 2005 - Call of Duty 2: Big Red One
- 2005 - Call of Duty 2